# Gerson ben Solomon Catalan
Gerson ben Solomon Catalan (Arles, 1288 – Perpignano, 1344) è stato un teologo e scrittore francese, ebreo e secondo Abraham Zacuto, padre di Levi ben Gershon (Gersonide).
Catalan completò, verso il 1280, un'enciclopedia intitolata Sha'ar ha-Shamayim ("Porta del Cielo"), che contiene molte citazioni e anche interi trattati di precedenti traduzioni di opere scritte in arabo. Seguendo la struttura di Shem Tov ben Yosef Falaquera, Catalan divise la sua opera in tre parti, esaminando rispettivamente: la fisica, incluso un capitolo sui sogni; l'astronomia, presa principalmente da Al-Farghani; e la teologia o metafisica, che, come afferma Catalan stesso, non contiene niente di nuovo, ma è una copia del Libro dell'Anima di Maimonide. Gli autori greci citati sono Alessandro d'Afrodisia, Aristotele, Empedocle, Galeno, Ippocrate, Omero, Platone, Tolomeo, Pitagora, Temistio e Teofrasto; gli arabi: Ali ibn Abbas al-Majusi, Ali ibn Ridwan, Averroè, Avicenna, Costa ibn Lucca, Al-Farabi, Al-Farghani, Chonain, Isaac Israeli, Ibn Tufail e Ibn Zuhr. L'opera fu pubblicata a Venezia nel 1547 e a Rödelheim (Francoforte sul Meno) nel 1801.